# Андреа Парола
Андреа Парола е италиански футболист, полузащитник. Бивш футболист на Нафтекс (Бургас), Парола е един от първите италианци в българското футболно първенство.

## Кариера
Юноша е на Пиза. Дебютира за първия тим през февруари 1998 г. През 1999 г. е даден под наем на Погибонси за 1 сезон. През 2000 г. по препоръка на спортния директор на Нафтекс (Бургас) Серджо Борго преминава в бургарския тим под наем за сезон. Под ръководството на треньора Салваторе Полверино Парола дебютира за „нафтата“ в Купата на УЕФА срещу Локомотив (Москва). След срамно поражение от Спартак (Варна) с 2:5 Полверино е уволнен. Въпреки това Парола отиграва сезона при „шейховете“ и оставя добри впечатления.
През 2001 г. се завръща в Пиза, но не успява да се наложи и отново е даден под наем, този път в Гросето. През 2003 г. преминава в Триестина в Серия Б.
На 24 август 2005 г. Парола преминава в Асколи, а четири дни по-късно дебютира в Серия А в мач с Милан. През сезона Андреа изиграва 32 мача в лигата. През 2006 г. подписва със Сампродия, където по-често е ползван като алтернатива на Серджо Волпи и Анджело Паломбо. След сезон в тима на Самп, играе три години в Каляри Калчо. На 31 май 2009 г. вкарва единствения си гол в италианския елит в среща с Удинезе.
В началото на 2011 г. преминава в Новара и помага на тима да спечели промоция за Серия А.